# Jean Prieur

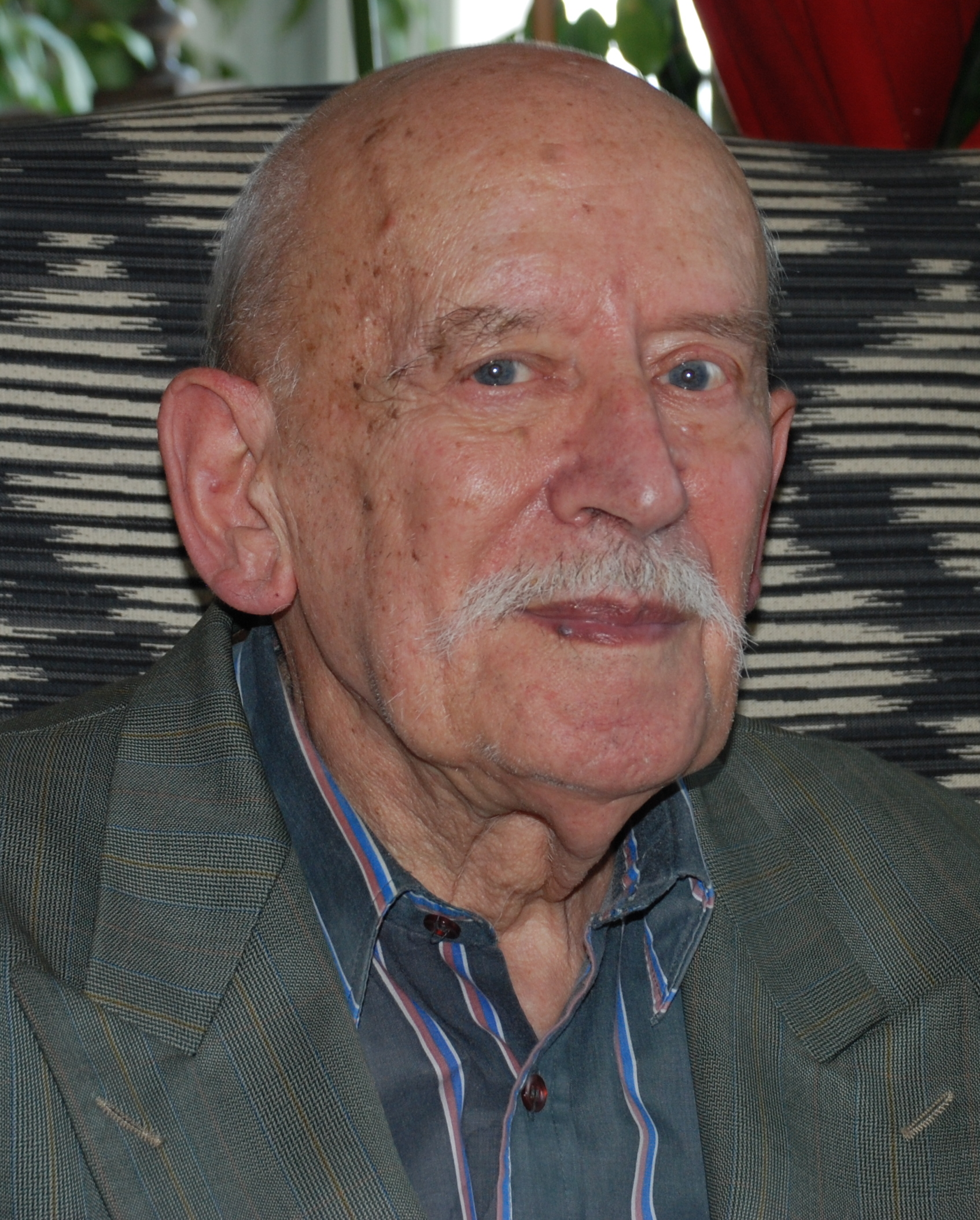
Jean Prieur in 2008

Jean Prieur (Rijsel, 10 november 1914 - Rueil-Malmaison, 23 december 2016) was een Frans professor en auteur.
Zijn belangstelling en studie ging vooral uit naar geschiedenis, taal, wijsbegeerte, martinisme en esoterie.

## Loopbaan
Voor de oorlog was hij leraar Frans en Latijn. Later werd hij professor en gastdocent in Keulen, Bonn en Berlijn.
Hij heeft ook gedoceerd aan de volksuniversiteiten van Jönköping in Zweden en Fredrikstad in Noorwegen.

## Publicaties
Aanvankelijk scheef hij voornamelijk literaire werken, toneel en luisterspelen voor de radio.
Later wijdde hij zich meer aan esoterische onderwerpen, aura en vooral het leven na de dood.
Ook scheef hij enkele werken over religieuze of spirituele figuren, zoals Emanuel Swedenborg, de profeet Mohammed, Allan Kardec en Emmet Fox.

## Gepubliceerde werken
- Swedenborg, biographie et anthologie, Lanore, 1970
- Les témoins de l’invisible, Fayard, 1972; Le livre de poche, 1978
- Cet Au-delà qui nous attend, Lanore, 1974
- L’Apocalypse, révélation sur la vie future, Lanore, 1976
- Les « morts » ont donné signes de vie, 1976. Le livre de poche, 1979; Fayard; Marabout, 1992
- Les visiteurs de l’autre monde, Fayard, 1977; Le livre de poche, 1980
- L’aura et le corps immortel, Robert Laffont, 1979; Lanore, 1983
- Les tablettes d’or, autour de Marcelle et Roland de Jouvenel, Lanore, 1979
- Le livre des morts des occidentaux, Robert Laffont, 1981
- Zarathoustra, homme de lumière, Robert Laffont, 1982
- Les symboles universels, Lanore, 1982
- Les maîtres de la pensée positive, Robert Laffont, 1982; Astra, 1994
- Les visions de Swedenborg, 1984
- Murat et Caroline, Lanore, 1985
- La nuit devient lumière, que dire à ceux qui ont perdu un être aimé ?, Astra, 1986
- L’âme des animaux, Robert Laffont, 1986; J'ai lu, 1991
- Alexandre le Grand et les mystères d’Orient, Lanore, 1987
- L’Europe des médiums et des initiés, Perrin, 1987
- La mémoire des choses ou L’art de la psychométrie, Arista, 1986
- La prémonition et notre destin, Robert Laffont, 1989; J'ai lu, 1990
- Le surnaturel à travers l’histoire, Robert Laffont, 1990
- Hitler et la guerre luciférienne, J'ai lu, 1992
- Le mystère des retours éternels, Robert Laffont, 1994
- Les sourires du monde parallèle, l'Au-delà et l'humour, Lanore, 1996
- Toi le seul vrai Dieu, brève histoire du monothéisme, Exergue, 1997
- Les mondes subtils et la résurrection immédiate, Exergue, 1998
- Le pays d’après, Exergue, 1999
- L'âme des animaux, réédition augmentée, Robert Laffont, 2001
- Du monde des esprits au monde de l’Esprit, Éditions du Rocher, 2002
- Muhammad, prophète d’Orient et d’Occident, Éditions du Rocher, 2003
- Hitler médium de Satan, Lanore, 2004
- Allan Kardec et son époque, Éditions du Rocher, 2004
- Histoire surnaturelle des animaux, JMG, Parasciences, 2005
- Les maîtres de la conscience planétaire, Alphée, 2006
- L’Évangile éternel et mondial, Alphée, 2007
- Le pays d’après, Trédaniel, 2008
- Emmet Fox, un mystique moderne, Le Temps présent, 2010

## Eerbewijzen
- Medaille de vermeil van de stad Parijs voor zijn geheel literair oeuvre (1994).

- Bibliothèque nationale de France: cb11920641h (data)
- Catàleg d'autoritats de noms i títols de Catalunya: 981061000953306706
- Gemeinsame Normdatei: 1301540536
- International Standard Name Identifier: 0000 0000 7247 4492
- Library of Congress Control Number: n81047700
- Nationale Bibliotheek van Tsjechië: jn20031223002
- Réseau des bibliothèques de Suisse occidentale: 02-A012316392
- Système universitaire de documentation: 027082938
- Virtual International Authority File: 100960604
- WorldCat: E39PBJf8ywPPGCYyqJtgwhTT73